# Schiffberg (Kuppiger Solling)
Der Schiffberg ist mit 377,4 m ü. NHN der höchste Berg der Gemeinde Wesertal im Landkreis Kassel, Nordhessen (Deutschland). 

## Geographische Lage
Der bewaldete Schiffberg erhebt sich rechts und östlich der Oberweser im Südwesten des Kuppigen Solling, der als Südausläufer des Solling das Uslarer Becken umgibt. Der Gipfel liegt 3500 Meter südöstlich von Oedelsheim, einem Ortsteil der Gemeinde Wesertal in der Waldgemarkung Oberförsterei Oedelsheim und ist nur 1600 Meter vom Flussufer entfernt. Er liegt auf der hessisch-niedersächsischen Landesgrenze; der Ostabhang fällt ab zu dem 1400 Meter nordöstlich liegenden Stadtteil von Uslar, Fürstenhagen, im Landkreis Northeim.

## Naturräumliche Zuordnung
Der Schiffberg gehört in der naturräumlichen Haupteinheitengruppe Weser-Leine-Bergland (Nr. 37) und in der Haupteinheit Solling, Bramwald und Reinhardswald (370) zur Untereinheit Kuppiger Solling (370.1). Nach Süden und Westen fällt er in die Untereinheit Weserdurchbruchstal (370.3) ab.